# T790M
T790M ，也稱為Thr790Met ，是一種發生在表皮生長因子受體（EGFR）基因上的看守突變（gatekeeper mutation）。這個突變發生在EGFR基因的第20個外顯子上、第790個位點的蘇胺酸（T）被甲硫胺酸（Ｍ）所取代，因此影響了EGFR激酶區的ATP結合囊袋。蘇胺酸是具極性的小型胺基酸；而甲硫胺酸則是非極性的較大胺基酸。T790M藉由增加ATP與EGFR上的活性位之間的親和力（而非直接阻礙抑制劑與活性位結合），使ATP比抑制劑更具有與活性位結合的優勢。然而，共價抑制劑（covalent inhibitors），例如来那替尼，可以克服此一抗藥性。

## 臨床
EGFR酪胺酸激酶抑制劑的繼發抗藥性（acquired resistance），有一半以上是由於EGFR激酶區的ATP結合囊袋上發生了突變所引起的；這種突變涉及T790M，使小型具極性的蘇胺酸被較大的非極性甲硫胺酸所取代。

2015年11月，奧希替尼（Tagrisso） 獲得美國食品藥品監督管理局（FDA）的加速批准，用以治療在接受EGFR抑制劑治療的同時或之後發展出的轉移性非小細胞肺癌，這種肺癌須帶有以FDA批准的方法檢測而得的EGFR T790M突變。